# Ctenium floridanum
Ctenium floridanum är en gräsart som först beskrevs av Albert Spear Hitchcock, och fick sitt nu gällande namn av Albert Spear Hitchcock. Ctenium floridanum ingår i släktet Ctenium, och familjen gräs.
Artens utbredningsområde är Florida. Inga underarter finns listade i Catalogue of Life.